# Tallon-Strahler

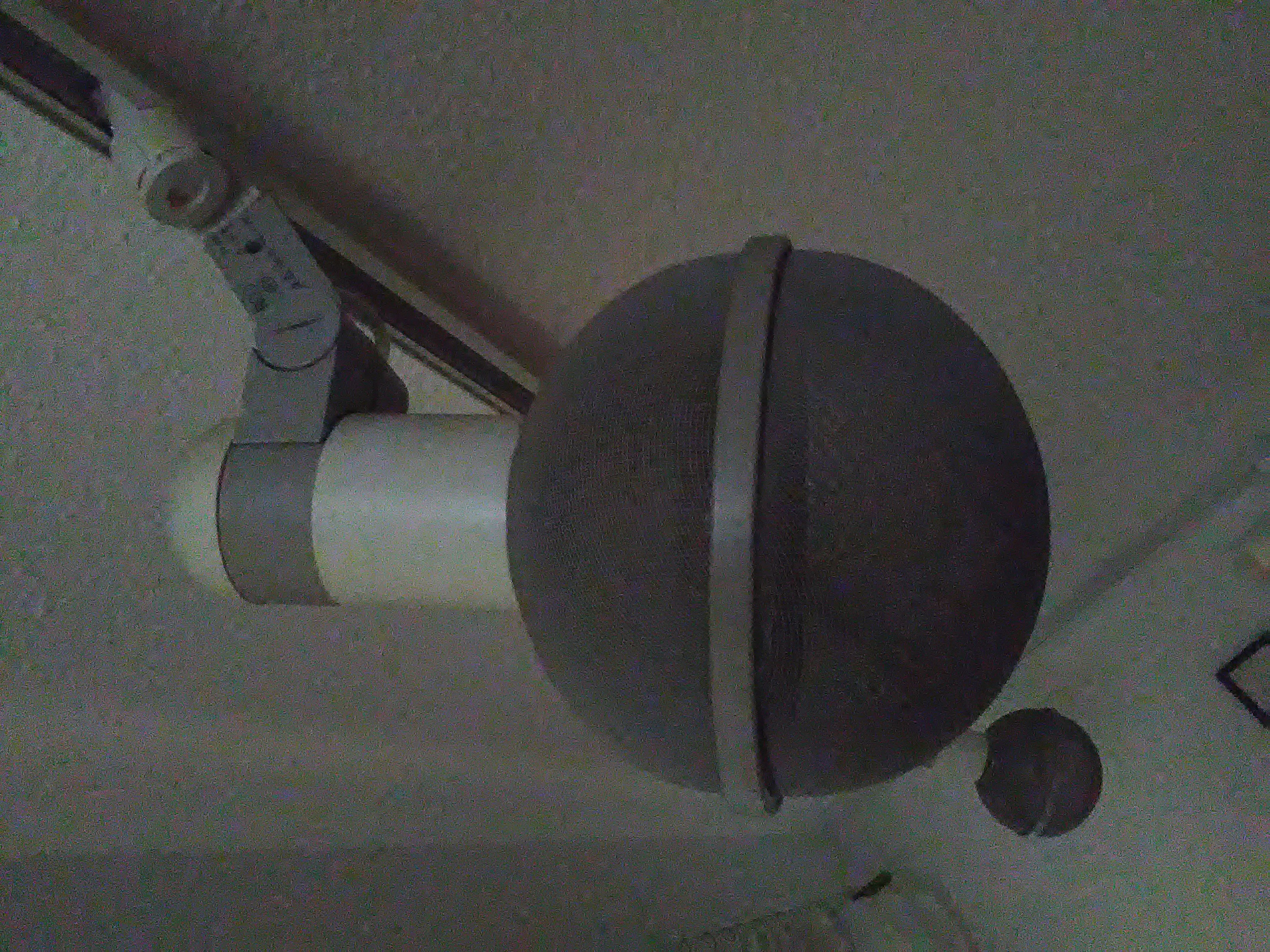
Die Tallon-Strahler des Herstellers Erco.

Die sogenannten Tallon-Strahler sind ein Leuchtensystem, das von dem französischen Industriedesigner Roger Tallon gestaltet und von dem deutschen Leuchtenhersteller ERCO hergestellt wurde. Das Leuchtensystem gilt als Designklassiker und wurde international vielfach ausgezeichnet. Es besteht aus einem modular aufgebauten Leuchtensystem für eine Vielzahl von Anwendungen. Charakteristisch sind die Korbstrahler. Das Strahlersystem wurde in die Sammlungen des Museum of Modern Art aufgenommen und mit der iF Industrie Forum Design Auszeichnung ausgezeichnet.

## Auszeichnungen
- iF Industrie Forum Design Auszeichnung 1977 für die Strahlerreihe von Erco[3]
- Design-Qscar in Paris[4]
- Ausgezeichnet auf den Industriemessen in Moskau, Minsk, Zoppot, Warschau
- Ausgezeichnet vom Landesgewerbeamt Stuttgart

## Weiteres
Das Leuchtensystem wurde bei der Einrichtung des Büros von Silvio Berlusconi verwendet.

## Nachweise
1. ↑  Moderne Leuchten für das Museum of Modern Art in New York. In: Der Spiegel. Nr. 18, 1975 (online – 28. April 1975).
2. 1 2  Lighting collection - "Tallon". In: iF International Forum Design GmbH. Abgerufen am 26. Mai 2019 (Suchergebnisse ausgezeichneter Strahler).
3. ↑  https://www.erco.com/download/content/30-media/1-lighting_report/100-de-erco-lb02/erco-lichtbericht-02-de.pdf
4. ↑  http://www.ilsecoloxix.it/rf/Image-lowres_Multimedia/IlSecoloXIXWEB/multimedia/fotogallery/Schermata%202014-11-20%20alle%2021.44.00.jpg Strahler im Hintergrund deutlich erkennbar.